# Guy Mamou-Mani
Pour les articles homonymes, voir Mamou-Mani.
Guy Mamou-Mani, entrepreneur français né le 30 août 1957 à Tunis, a été coprésident du Groupe Open, Vice Président du Conseil National du Numérique de 2016 à 2017 et ancien membre du Haut Conseil à l'égalité entre les femmes et les hommes (HCEfh).
Il est actuellement auteur, business angel, enseignant en école de commerce et professeur conférencier. Engagé dans l’écosystème de l’innovation, il siège au sein de plusieurs conseils d’orientation de startups et d’écoles d’ingénieurs, ainsi que de think tanks tels que La Villa Numeris et Impact AI.

## Biographie
Titulaire d'une licence et professeur certifié de mathématiques, Guy Mamou-Mani commence sa carrière en 1985 en qualité de consultant chez CSC-Go International, fondée par son frère Alain Mamou-Mani et Joël Grynbaum. En 1995 il crée la filiale française de l'éditeur de logiciel américain Manugistics. En 1998, il rejoint le Groupe Open en tant que Directeur Général associé, puis assure à partir de 2008 la coprésidence d’Open avec Frédéric Sebag. 
Il est élu président de Syntec Numérique en juin 2010 et a occupé ce poste jusqu'en juin 2016.
De 2006 à 2010, il a été président de MiddleNext, l’association des valeurs moyennes cotées. Sensible aux enjeux de l’égalité femmes-hommes, il a été membre du Haut Comité à l’égalité et a cofondé, aux côtés de Tatiana Salomon, le mouvement #JamaisSansElles, un engagement en faveur d’une représentation féminine dans les débats publics.
Auteur engagé, il a publié L’Apocalypse numérique n’aura pas lieu (Éditions de l’Observatoire) et Pour un numérique humain (Éditions Hermann), contribuant ainsi à la réflexion sur l’impact du numérique sur la société.

### Distinctions
Il est fait chevalier de la Légion d'honneur le 31 décembre 2014.